# Estació de Montcada Bifurcació
Montcada Bifurcació és una estació de ferrocarril propietat d'Adif situada a la població de Montcada i Reixac a la comarca del Vallès Occidental. L'estació es troba a la línia Barcelona-Manresa-Lleida i hi tenen parada trens de les línies R3, R4 i R7 de Rodalies de Catalunya, operats per Renfe Operadora.
Aquesta estació de la línia de Manresa es va obrir l'any 1862 quan es va obrir una nova línia directa entre Montcada i l'Estació del Nord de Barcelona, des de l'any 1855 els trens havien d'enllaçar amb la línia de Girona per arribar a Barcelona (Estació de França). En direcció nord la línia de Manresa es bifurca cap a l'esquerra cap a l'estació de Montcada i Reixac - Manresa i cap a la dreta cap a l'estació de Montcada i Reixac - Sant Joan direcció Vic/Ripoll/Puigcerdà de l'antiga línia Montcada - Ripoll - Sant Joan de les Abadesses. Direcció Barcelona cap a la dreta segueix la línia de Manresa cap a Barcelona i cap a l'esquerra es pot accedir al ramal de les aigües (1979) que connecta amb la línia de Girona per anar a Barcelona. Disposa d'instal·lacions logístiques de mercaderies.
Actualment, aquesta estació disposa d'un extens pati de vies a l'aire lliure on es guarden els trens de les línies R3 i R4, principalment. A més, compta amb un petit taller i amb una dotació de neteja.
L'any 2016 va registrar l'entrada de 468.000 passatgers.

## Línia
- Línia 220 (Barcelona - Montcada-Bifurcació - Lleida)
- Línia 222 (Montcada-Bifurcació - La Tor de Querol)
- Línia 264 (Montcada-Bifurcació - Bif. Aigües)

## Serveis ferroviaris
| Procedència/Destinació                                  | <          | Línia             | >                                            | Procedència/Destinació               |
| ------------------------------------------------------- | ---------- | ----------------- | -------------------------------------------- | ------------------------------------ |
| Rodalia de Barcelona                                    |            |                   |                                              |                                      |
| L'Hospitalet de Llobregat                               | Torre Baró |                   | Montcada i Reixac-Ripollet                   | Granollers-Canovelles La Garriga Vic |
| L'Hospitalet de Llobregat                               | Torre Baró | Mollet-Santa Rosa | Ripoll / Ribes de Freser / La Tor de Querol¹ |                                      |
| Sant Vicenç de Calders Vilafranca del Penedès Martorell | Torre Baró |                   | Montcada i Reixac - Manresa                  | Terrassa Manresa                     |
| Fabra i Puig                                            | Torre Baró |                   | Montcada i Reixac - Manresa                  | Cerdanyola Universitat               |

¹ En aquesta estació paren els regionals cadenciats direcció Ripoll / Ribes de Freser / Puigcerdà / La Tor de Querol.

## Galeria d'imatges

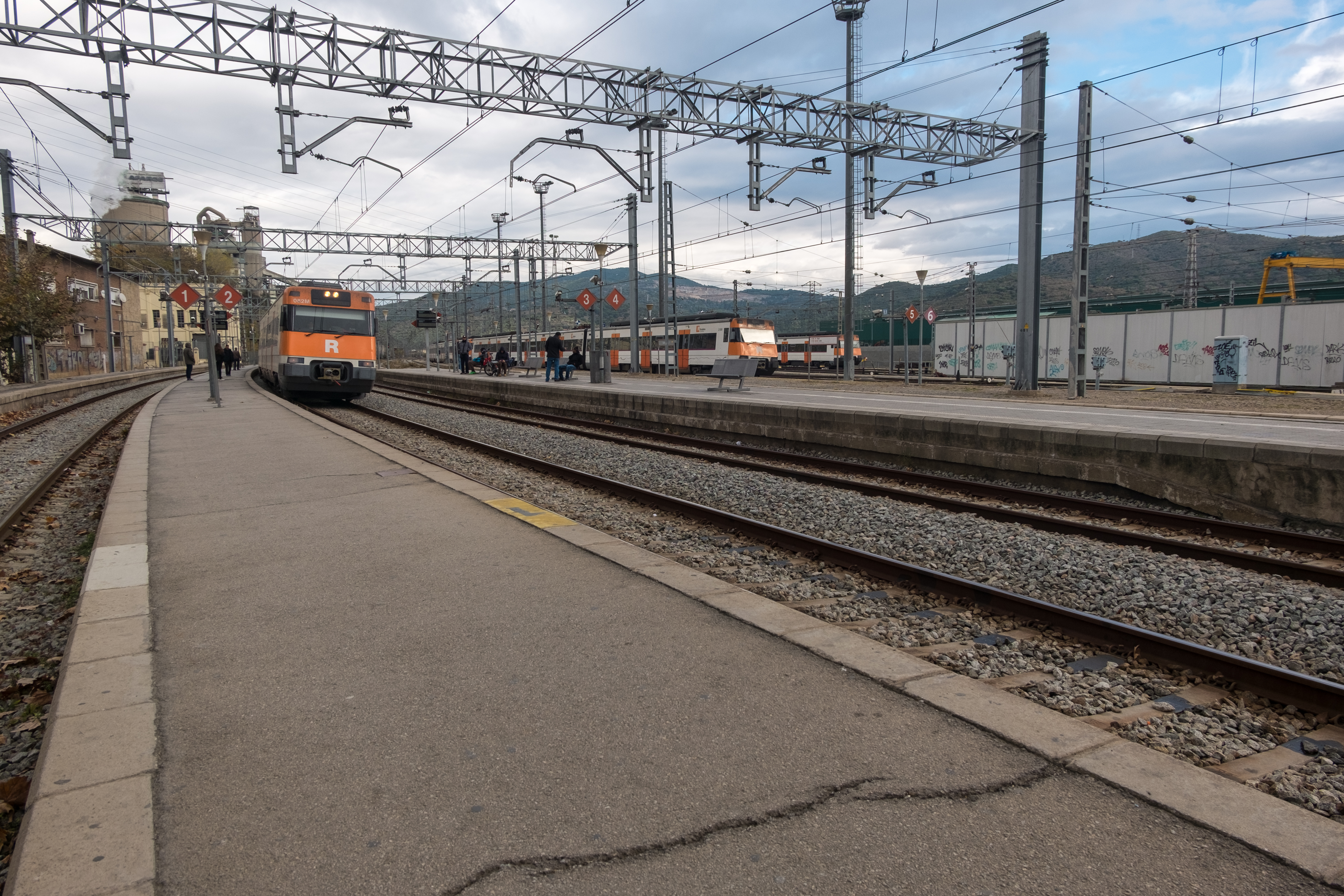
L'estació disposa de 3 andanes centrals
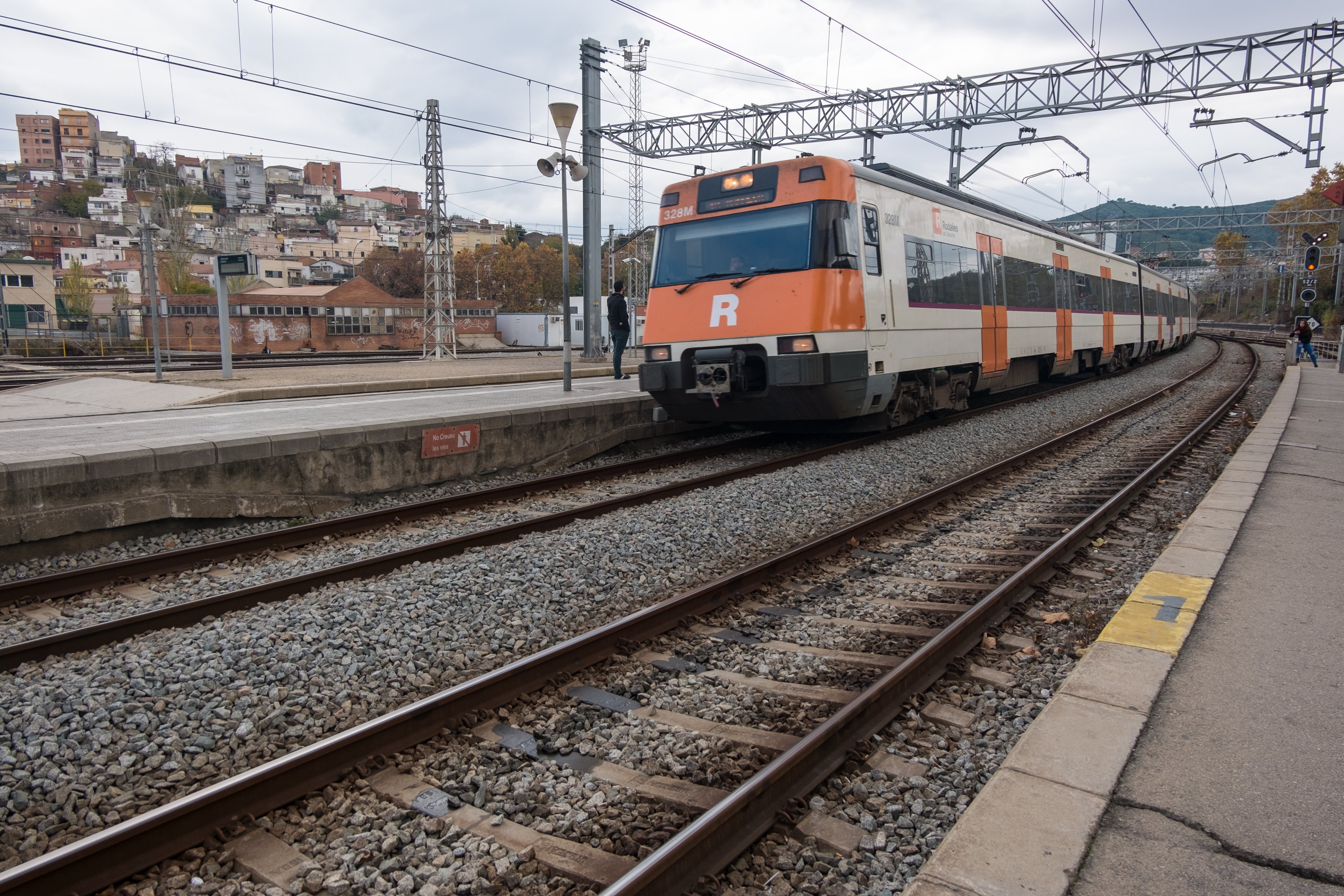
R3 destinació Ripoll
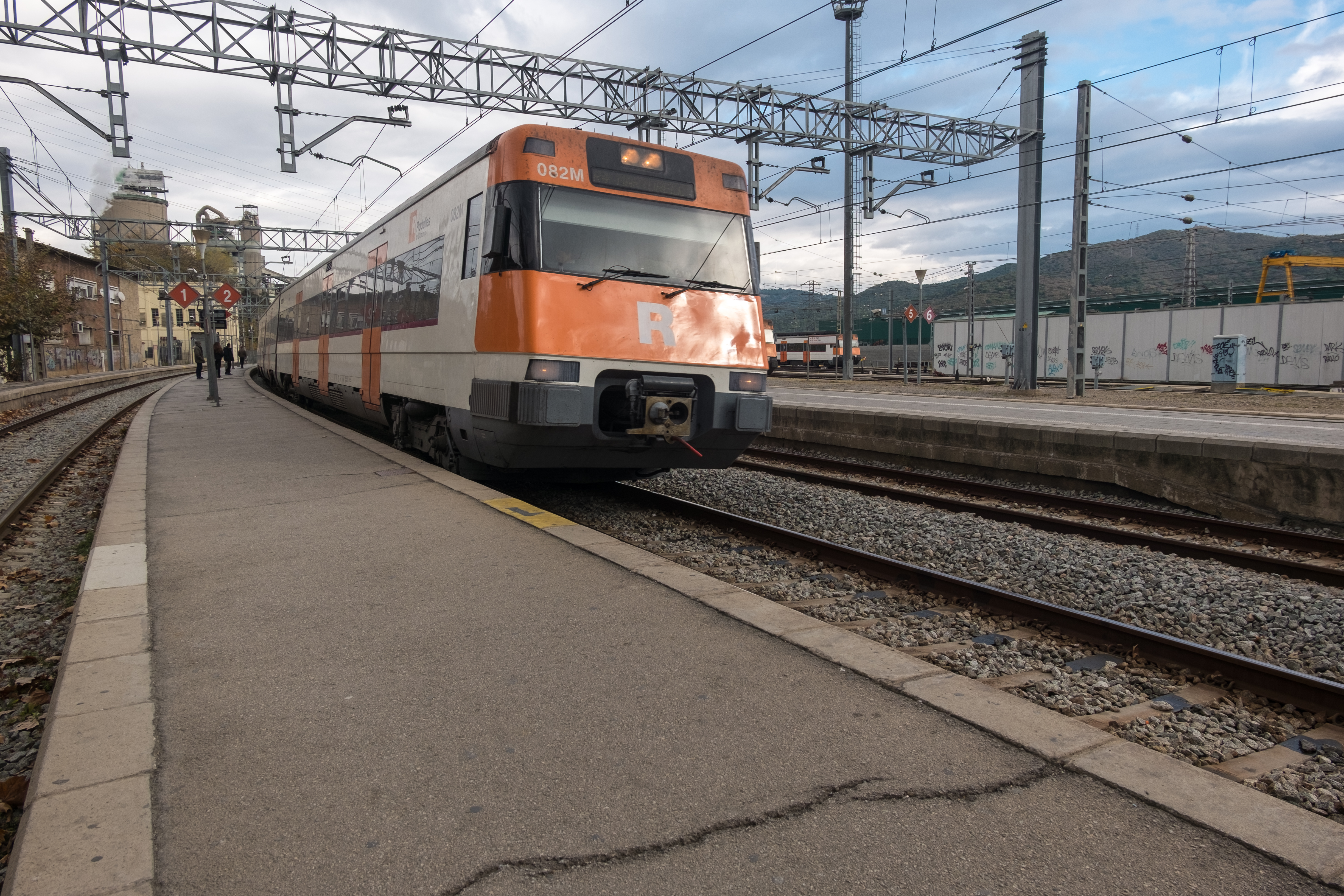
R4 destinació Martorell